# Аугсткалне (Краславский край)
А́угсткалне (латыш. Augstkalne) — населённый пункт в Краславском крае Латвии, административный центр Удришской волости. Находится у северной окраины Краславы на автодороге P62 (Краслава — Прейли — Мадона). Расстояние до города Краслава составляет около 3 км.
По данным на 2015 год, в населённом пункте проживало 412 человек. Есть волостная администрация, библиотека, дом культуры.

## История
В советское время населённый пункт был центром Удришского сельсовета Краславского района. В селе располагалась центральная усадьба колхоза «Краслава».